# 팀 레딩
티머시 제임스 레딩(영어: Timothy James Redding, 1978년 2월 12일 ~ )는 미국의 야구 선수이다.

## 생애
레딩은 뉴욕주 로체스터에서 태어났다. 로체스터 외곽의 처치빌에서 자랐으며, 그는 어린시절 뉴욕 양키스의 팬이었다. 그는 처치빌-칠리 고등학교를 졸업하고, 2년제 대학인 먼로 커뮤니티 컬리지에 입학해 대학 야구 선수로 활동한다.